# Paseos por Córdoba
La obra Paseos por Córdoba: ó sean, apuntes para su historia fue realizada por el español Teodomiro Ramírez de Arellano. Consta de tres tomos que fueron publicados en 1873, 1875 y 1877, respectivamente, en la imprenta de Rafael Arroyo. Se trata de un libro de referencia de la historia de Córdoba, ya que describe en quince paseos con gran precisión la mayoría de sus calles, monumentos y tradiciones costumbristas, por lo que muchos historiadores y expertos acuden al mismo.

 (...) en estos paseos hemos de contar infinidad de tradiciones completamente inverosímiles, otras hijas de las creencias religiosas, que dejamos a que cada lector las juzgue según su criterio, y otras históricas a cuya parte corresponden todos los demás datos de la hiostoria de los edificios, títulos de las calles y citas de personas notables, sean o no hijos de Córdoba.
Prólogo

En 2013 Manuel García Parody realizaba una versión moderna del original, denominada Nuevos paseos por Córdoba, pero con la Córdoba de cientos de años más tarde en un homenaje al escritor.
Debido al 140 aniversario de la publicación de su último volumen, en 2017, se digitalizó la versión original ubicada en la Biblioteca Central de Córdoba, se concedió acceso abierto en la página web de la Red Municipal de Bibliotecas de Córdoba y se facilita un enlace a Google Maps con los lugares destacados aparecidos en la obra.

## Estructura
- El Tomo I fue publicado en 1873, consta de 400 páginas.
  - Paseo 1: barrio de la Magdalena.
  - Paseo 2: barrio de San Lorenzo.
  - Paseo 3: barrio de Santa Marina.
  - Paseo 4: barrio de San Andrés.
- El Tomo II fue publicado en 1875, consta también de 400 páginas.
  - Paseo 5: barrio de San Pedro.
  - Paseo 6: barrio de Santiago.
  - Paseo 7: barrio de San Nicolás de la Ajerquía.
  - Paseo 8: barrio de San Nicolás de la Villa.
- El Tomo III fue publicado en 1877, alberga 422 páginas. 
  - Paseo 9: barrio de San Miguel.
  - Paseo 10: barrio de San Salvador y Santo Domingo.
  - Paseo 11: barrio de San Juan y Omnium Santorum.
  - Paseo 12: barrio del Espíritu Santo.
  - Paseo 13: Sitios más notables del término.
- Llegó a existir un Tomo IV incompleto que no llegó a publicarse, pero que vio la luz posteriormente.
  - Paseo 14: continuación Sitios más notables del término.
  - Paseo 15: barrio de la Catedral (inconcluso).[4]

En la última parte del Tomo II y III aparece una Fe de erratas y equivocaciones realizadas por el autor.